# Udesløjd
Udesløjd er sløjd udendørs. Hvad der først og fremmest kommer på tale er grøn sløjd, smedning ved feltesse og aktiviteter omkring bål. Ved at lade undervisningen foregå udendørs uden faglokale opstår der problemer og afgrænsninger, og derved adskiller udesløjd sig fra indesløjd, fordi der er forskellige muligheder, dog også afhængig af hvor meget udstyr man kan tage med sig ud, såsom opspændingsmulighed (se Lille Herman).